# Detlef Schmidt (Heimatforscher)

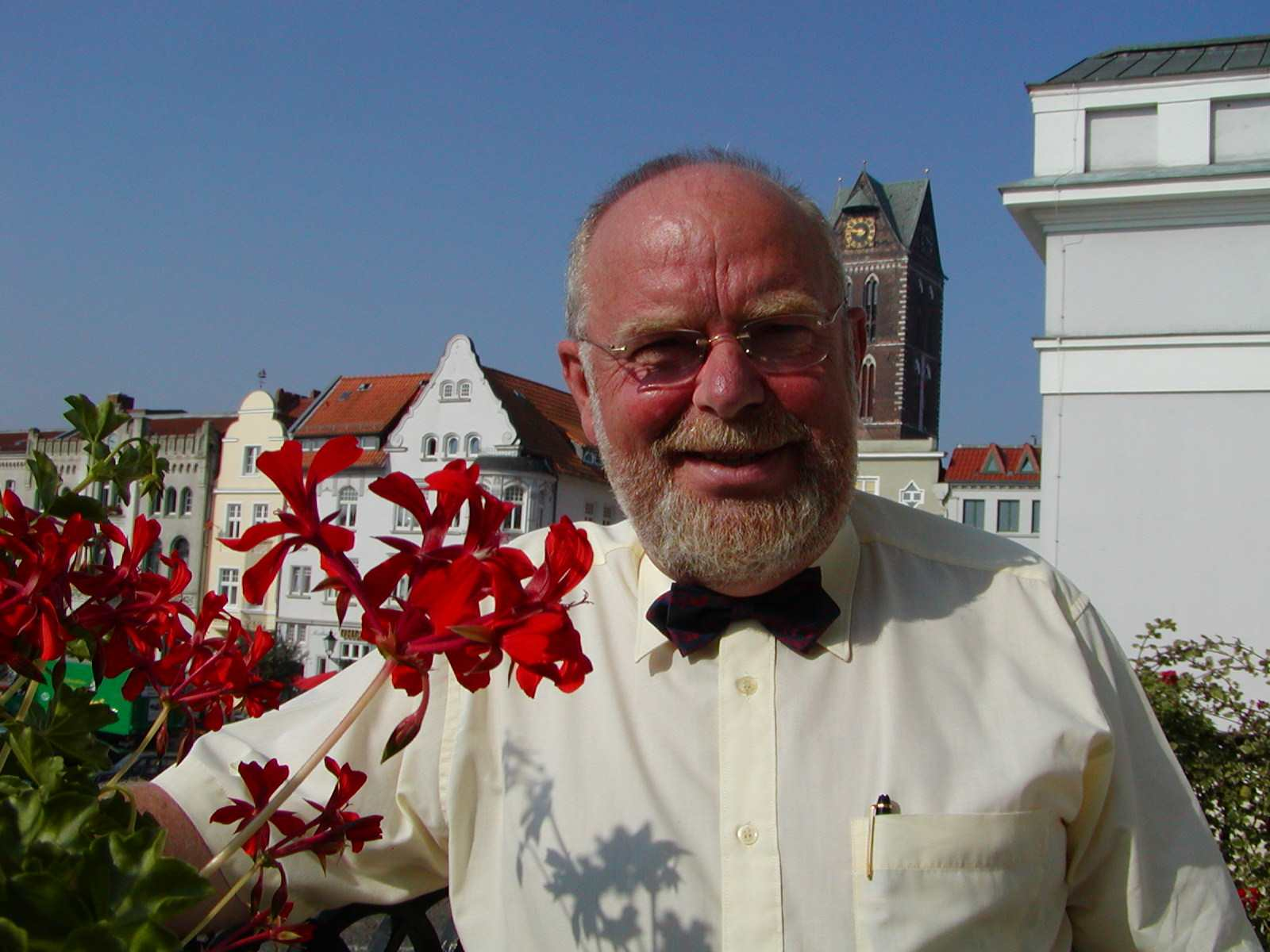
Detlef Schmidt auf dem Balkon des Wismarer Rathauses

Detlef Schmidt (* 26. März 1945 in Wismar) ist ein Wismarer Heimatforscher und Autor regionalgeschichtlicher Beiträge.

## Leben
Detlef Schmidt wurde als Sohn eines Malermeisters geboren. Nach dem Schulbesuch in Wismar absolvierte er eine Lehre als Elektriker. Nach Qualifizierungen arbeitete er in leitenden Tätigkeiten in verschiedenen Unternehmen. Schmidt schloss ein Fernstudium im Bereich Verwaltungs- und Staatsrecht als Diplom-Verwaltungswirt (FH) ab. Detlef Schmidt ist seit 1966 mit Rose-Marie Schmidt verheiratet. Das Paar hat zwei Töchter.
Von 1982 bis 1990 war er, zu dieser Zeit Mitglied der LDPD, Kreisgeschäftsstellenleiter der IHK Rostock für die Kreise Bad Doberan, Wismar und Grevesmühlen. Ab 1. Januar 1990 war er erster Pressereferent Wismars, danach bis 1991 Verwaltungsangestellter. Seit 1. September 1991 arbeitete Detlef Schmidt freiberuflich im Bereich Medien- und Marketingberatung. Von 1994 bis 1995 war er Direktor des Hotels Stadt Hamburg in Wismar, 1995 bis 1996 Anzeigenleiter bei den Mecklenburger Nachrichten und 1999 bis 2003 Geschäftsführer des DRK Wismar.
Schmidt ist eines der Gründungsmitglieder der Wismarer Wirtschaftsgemeinschaft und war von 1991 bis 1997 ihr erster ehrenamtlicher Geschäftsführer, anschließend Regionalleiter des Unternehmerverbandes Mecklenburg-Schwerin und von 1999 bis 2003 Präsidiumsmitglied des Verbandes für Mecklenburg. Seit 1975 arbeitete Schmidt mit Fachleuten und Laien in einer Gruppierung „Denkmalpflege“ zusammen, die sich für die Erhaltung der vom Verfall bedrohten Gebäude einsetzte. Auf eine Bitte der Kreisorganisation des Wismarer Kulturbundes richtete er 1983 als ehrenamtlicher Bauleiter mit fünf Fachleuten das mittelalterlicher Wassertor am Hafen her.
Am 1. Januar 2003 ging Detlef Schmidt krankheitsbedingt in den Ruhestand und widmete sich verstärkt der Regionalgeschichte. Er ist Kuratoriumsvorsitzender der Bürgerstiftung der Hansestadt Wismar und Ehrenmitglied im Verein der Freunde der Festspiele Mecklenburg-Vorpommern, dem er jahrelang als Vorstandsmitglied angehörte. Er ist Mitglied des Kiwanis Club Wismar-Hanse und des Kreisseniorenbeirates Nordwestmecklenburg. Er ist Mitglied mehrerer Vereine in der Hansestadt Wismar, wie dem Europäischen Zentrum für Backsteinbaukunst e.v., dem Förderverein des Stadtarchives und dem Förderverein zum Wiederaufbau der Alten Schule e.V. Er leitet seit 2010 als Moderator den Wirtschaftsbeirat Nordwestmecklenburg - Hansestadt Wismar. Seit dem 1. Mai 2015 hat Detlef Schmidt an den Sana Kliniken im Hanse-Klinikum in Wismar die ehrenamtliche Aufgabe eines Patientenfürsprechers übernommen.
Am 27. August 2014 erhielt er den Kulturpreis des Landkreises Nordwestmecklenburg. Der Ehrenring der Hansestadt Wismar wurde ihm am 17. März 2015 feierlich übergeben. Es ist die zweithöchste Ehrung der Hansestadt Wismar.

## Publikationen
Seit Mitte der 1970er Jahre veröffentlichte Detlef Schmidt zunächst erste Artikel im Bereich Regionalgeschichte, die im Bezirk Rostock gedruckt wurden. Schmidts regionalgeschichtliche Beiträge erscheinen seit dieser Zeit regelmäßig in regionalen Zeitungen. Seit 2002 werden von ihm unter dem Pseudonym „Hinnerk“ regelmäßig plattdeutsche Kolumnen in der Ostsee-Zeitung Wismar veröffentlicht. Schmidt war Mitautor des 1988 erschienenen Jahrbuch der Schifffahrt über die maritime Vergangenheit der Stadt Wismar, der Zeitschrift „Architektur der DDR“ (1984) über die Wiedereinrichtung des Wassertores und der Archivreihe „Wismarer Beitrage“ über Wismars Straßennamen (1983). Weiterhin wirkte er an der Festschrift zur 775-Jahr-Feier Wismars 2004 mit einem eigenen Beitrag. Hinzu kommen Erzählungen in den Büchern „Wismarer Kriminalbuch“ und „Wismarer Stadtgespräche“. In der seit 2009 herausgegebenen Wismar-Zeitung erscheint als Periodika zweiwöchentlich ein historischer Beitrag zur Geschichte der Hansestadt Wismar.Mitautor im bundesweit erscheinenden Jahrbuch 2011 „Neue Stadtbaukultur“ bei Stadtbild Deutschland e.V.
- mit Wilhelm Orth: Wismarer Demokraten. Hrsg. Kreisvorstand der LDPD Wismar, Wismar 1985.
- Schmidt´s Wismarsche Zettelkiste. Hrsg. Volker Stein. Mit Illustrationen von Rolf Möller. BS, Rostock 2003, ISBN 3-89954-050-6.
- Wismersche Vertellers. Mit Biller vun Rolf Möller. Weiland, Wismar 2004.
- Schmidt´s Wismarer Schatzkästlein mit seltenen Wismarer Begebenheiten. Weiland, Wismar 2005
- Das Kleine Wismarsche Weihnachts- und Silvesterbüchlein. Mit Illustrationen von Rolf Möller. Weiland, Wismar 2006, ISBN 3-87890-109-7.
- Wismars verschollener Schatz. Ein Krimi-Reiseführer durch das alte Wismar. Weiland, Wismar 2007, ISBN 3-87890-118-6.
- Wismarer Rathausgeschichten. In alten Ratsprotokollen gestöbert. Weiland, Wismar 2008, ISBN 978-3-87890-134-1.
- Wie die Dänen nach Wismar kamen … Eine historische Erzählung. Weiland, Wismar 2009, ISBN 978-3-87890-145-7.
- (Hrsg.): Kleiner Bilderbogen aus Wismars DDR-Zeit. Sonderausgabe anlässlich der OZ-Dokumentation „Wismar – eine Stadt im Wandel“, 20 Jahre Mauerfall 1989–2009. Weiland, Wismar 2009, ISBN 978-3-87890-148-8.
- Schmidts neue Wismarer Zettelkiste. Weiland, Wismar 2009, ISBN 978-3-87890-150-1.
- Wismars Alte Schule. Kleinod im Gotischen Viertel. Weiland, Wismar 2010, ISBN 978-3-87890-153-2.
- (Hrsg.): Neuer Bilderbogen aus Wismars DDR-Zeit – von der 750-Jahr-Feier 1979 bis zur Wende 1989. Weiland, Wismar 2010, ISBN 978-3-87890-158-7.
- Wismarer Biergeschichte(n). Verlag Koch&Raum OHG, Wismar 2010, ISBN 978-387890-160-0
- Kleines Wismarer Wörterbuch. Weiland, Wismar 2011, ISBN 978-387890-170-9
- Illustriertes Altstadtlexikon Hansestadt Wismar. Fotos von Hanjo Volster, Weiland, Wismar 2012, ISBN 978-387890-166-2
- Wismar - Großes historisches Lesebuch mit hist. Fotos aus Sammlung D.Schmidt, Buchhandlung Hugendubel, Wismar 2012, ISBN 978-3-944211-02-2
- Bomben auf Wismar, mit hist. Fotos aus Sammlung D.Schmidt u. H.Volster, Buchhandlung Hugendubel, Wismar 2013, ISBN 978-3-944211-04-6
- Kleines Kompendium Wismarer Straßennamen, mit Luftbildaufnahmen von Uli Jahr, Buchhandlung Hugendubel, Wismar 2013, ISBN 978-3-944211-05-3
- Luftbildatlas Wismar, Luftbildaufnahmen von Hanjo Volster, Texte Detlef Schmidt, Buchhandlung Hugendubel, Wismar 2013, ISBN 978-3-944211-06-0
- Die Schmuggler vom Walfisch - Eine Wismarer Abenteurerzählung für Alt und Jung, Buchhandlung Hugendubel, Wismar 2013, ISBN 978-3-944211-09-1
- Backstein & Spickaal - Wismarer Straßennamen erzählen, mit Fotos von Hanjo Volster, Buchhandlung Hugendubel, Wismar 2013, ISBN 978-3-944211-13-8
- Backstein-Panorama Wismar, Text Detlef Schmidt, Fotos von Hanjo Volster, Buchhandlung Hugendubel, Wismar 2014, ISBN 978-3-944211-20-6
- Wismarer Kalenderbuch - eine Chronik Wismars", Text Detlef Schmidt, Fotos Sammlung Schmidt und Hanjo Volster, Buchhandlung Hugendubel, Wismar 2015, ISBN 978-3-944211-25-1
- 200 Jahre Lindengarten - Broschüre zum 200-jährigen Jubiläum des Lindengarten in Wismar i.A. des Altstadtvereines, Text Detlef Schmidt, Fotos Sammlung Schmidt und Stadtarchiv Wismar, Wismar 2015